# Campionato Europeo Velocità 2009
Il campionato Europeo Velocità 2009 è stato la ventinovesima edizione della competizione motociclistica Europea.

## Stagione
La classe Superstock 600 del campionato Europeo si disputa in concomitanza con le gare in territorio europeo del campionato mondiale Superbike, pertanto il calendario si articola in undici prove e termina il 25 ottobre.
Per quanto concerne le altre tre categorie, ossia la classe 125, la Supersport e la Superstock 1000, i titoli sono stati assegnati tramite gara unica il primo novembre presso il circuito di Albacete in Spagna.
Nella classe 125, dove partecipano sei case costruttrici, si impone il tedesco Marcel Schrötter con una Honda RS125R del team di Anton Mang. Schrötter taglia il traguardo con un margine di circa due secondi su Alessandro Tonucci su Aprilia, terzo a quasi sei secondi si posiziona Joan Perello del team Sag Castrol. Nella Supersport il titolo va a Kevin Coghlan su una CBR600RR del team Honda Joe Darcey. Secondo, a due secondi circa dal vincitore, si classifica Javier Forés su Yamaha del team Laglisse; terzo Adrián Bonastre a cinque secondi dalla vetta. All'ottavo posto, terzo degli italiani al traguardo, è Ferruccio Lamborghini autore della pole position.
Il campione Europeo della Superstock 1000 è Carmelo Morales, su Yamaha YZF-R1, che chiude la gara con poco meno di un secondo di vantaggio sul suo compagno di marca e connazionale Bernat Martínez. Equipaggiato con Ducati, al terzo posto si posiziona Stefano Cruciani. In questa categoria inoltre Danilo Petrucci (quattordicesimo al traguardo) vince la classifica speciale riservata ai piloti under 20.

## Calendario
| Data       | Nazione | Circuito | Vincitori        | Vincitori     | Vincitori       |
| Data       | Nazione | Circuito | classe 125       | Supersport    | Superstock 1000 |
| ---------- | ------- | -------- | ---------------- | ------------- | --------------- |
| 1 novembre | Spagna  | Albacete | Marcel Schrötter | Kevin Coghlan | Carmelo Morales |

## Le classi

### Classe 125
Fonte:

#### Arrivati al traguardo
| Pos. | Nº | Pilota               | Squadra              | Motocicletta | Giri | Tempo      |
| ---- | -- | -------------------- | -------------------- | ------------ | ---- | ---------- |
| 1º   | 77 | Marcel Schrötter     | Toni Mang Team       | Honda        | 18   | 28:50,747  |
| 2º   | 19 | Alessandro Tonucci   | Junior GP R. Dream   | Aprilia      | 18   | +00:02,088 |
| 3º   | 36 | Joan Perello         | Sag Castrol          | Honda        | 18   | +00:05,817 |
| 4º   | 83 | Jakub Kornfeil       |                      | Aprilia      | 18   | +00:05,859 |
| 5º   | 44 | Miguel Oliveira      | Portugal H43         | Aprilia      | 18   | +00:08,529 |
| 6º   | 17 | Edu Lopez            | TCR Competición      | Aprilia      | 18   | +00:09,370 |
| 7º   | 95 | Miroslav Popov       | Ellegi Racing        | Aprilia      | 18   | +00:09,429 |
| 8º   | 80 | Armando Pontone      | Junior GP R. Dream   | Aprilia      | 18   | +00:09,572 |
| 9º   | 50 | Pau Tortosa          | Aspar CEV Curvacero  | Aprilia      | 18   | +00:10,328 |
| 10º  | 51 | Riccardo Moretti     | Ellegi Racing        | Aprilia      | 18   | +00:11,666 |
| 11º  | 7  | Marvin Fritz         | LHF Project R.T.     | Honda        | 18   | +00:31,557 |
| 12º  | 73 | Antonio Alarte       | Tey Racing           | Aprilia      | 18   | +00:35,434 |
| 13º  | 38 | Erno Kostamo         | Erno Kostamo R.      | Derbi        | 18   | +00:36,219 |
| 14º  | 57 | Toni Finsterbusch    | Freudenberg Racing   | Seel         | 18   | +00:36,303 |
| 15º  | 71 | Marco Ravaioli       | Team Matteoni        | Aprilia      | 18   | +00:36,871 |
| 16º  | 41 | Aitor Cremades       | Quinto Almoradi      | Aprilia      | 18   | +00:39,189 |
| 17º  | 60 | Gregory Di Carlo     | Fr. Vitesse Espoir   | Honda        | 18   | +00:39,222 |
| 18º  | 82 | Karel Pešek          | Moto 82              | Derbi        | 18   | +00:40,427 |
| 19º  | 90 | Kevin Slazai         | Fr. Vitesse Espoir   | Honda        | 18   | +00:44,229 |
| 20º  | 96 | Eric Lindroth        | Motorcycle Comp. Ser | Honda        | 18   | +00:44,367 |
| 21º  | 84 | Julián Miralles      | Bancaja Mir          | Mir-Racing   | 18   | +00:45,958 |
| 22º  | 32 | Nicolas Stizza       | Team Grillini        | Aprilia      | 18   | +00:51,961 |
| 23º  | 93 | Jakub Jantulik       | JJ Racing T.         | Aprilia      | 18   | +00:53,493 |
| 24º  | 61 | Ernst Dubbink        | Europñ Oil Leemans R | Honda        | 18   | +00:56,992 |
| 25º  | 5  | Roy Pouw             | R.T.Holland          | Aprilia      | 18   | +00:57,562 |
| 26º  | 4  | Alberto Moncayo      | Andalucia Cajasol    | Aprilia      | 18   | +00:59,962 |
| 27º  | 22 | Daniel Kartheininger | Freudenberg R.T.     | Seel         | 18   | +01:05,074 |
| 28º  | 54 | Ivan Visak           | Migomoto             | Honda        | 18   | +01:18,760 |
| 29º  | 34 | Kevin Thobois        | Xtreme R.T.          | Yamaha       | 18   | +01:19,218 |
| 30º  | 20 | Alex Radman          | Radman Alex          | Aprilia      | 17   | +1 giro    |

#### Ritirati
| Nº | Pilota                  | Squadra              | Motocicletta | Giri |
| -- | ----------------------- | -------------------- | ------------ | ---- |
| 56 | Péter Sebestyén         | Tey Racing           | Aprilia      | 15   |
| 99 | Luigi Morciano          | Junior GP R. Dream   | Aprilia      | 13   |
| 28 | Ornella Ongaro          | Xtreme Racing        | Honda        | 11   |
| 76 | Manuel A. Pardo         | Pit Lane             | Aprilia      | 8    |
| 72 | Alexanderr Kristiansson | Rr v Racing          | Honda        | 8    |
| 86 | Henning Flathaug        | Team Flathaug Racing | Honda        | 7    |
| 46 | Joakim Gulliksen        | Team Gulliksen       | Honda        | 7    |
| 43 | Luca Grünwald           | Freudenberg R.T.     | Seel         | 7    |
| 18 | Gennaro Sabatino        | Junior GP R. Dream   | Aprilia      | 7    |
| 12 | Franco Morbidelli       | Aspar CEV-Curvacero  | Aprilia      | 1    |

### Supersport
Fonte:

#### Arrivati al traguardo
| Pos. | Nº | Pilota                | Squadra              | Motocicletta | Giri | Tempo      |
| ---- | -- | --------------------- | -------------------- | ------------ | ---- | ---------- |
| 1º   | 54 | Kevin Coghlan         | Honda Joe Darcey     | Honda        | 20   | 30:46,609  |
| 2º   | 12 | Javier Forés          | Siemens Gica.Laglise | Yamaha       | 20   | +00:02,028 |
| 3º   | 23 | Adrián Bonastre       | Yamaha Spain         | Yamaha       | 20   | +00:05,087 |
| 4º   | 30 | Iván Moreno           | Andalucia Cajasol    | Yamaha       | 20   | +00:07,184 |
| 5º   | 11 | Mirko Giansanti       | Speed Shadows        | Triumph      | 20   | +00:07,392 |
| 6º   | 68 | Yonny Hernández       | Suzuki Motorrad      | Suzuki       | 20   | +00:07,659 |
| 7º   | 5  | Alessio Velini        | Team VR              | Yamaha       | 20   | +00:13,102 |
| 8º   | 28 | Ferruccio Lamborghini | Media Action Pro Rac | Yamaha       | 20   | +00:25,579 |
| 9º   | 88 | Amadeo Llados         | ITJ                  | Yamaha       | 20   | +00:31,486 |
| 10º  | 93 | José L. Carrión       | Monlau Comp.         | Honda        | 20   | +00:32,784 |
| 11º  | 37 | Antonio Gallardo      | Almassora Comp.      | Yamaha       | 20   | +00:39,094 |
| 12º  | 8  | Josep Pedro           | Siemens Gica.Laglise | Yamaha       | 20   | +00:39,517 |
| 13º  | 22 | Daniel Bukowski       | Lw Bogdanka R.T.     | Yamaha       | 20   | +00:40,325 |
| 14º  | 24 | Mathieu Gines         | Tecmas               | Honda        | 20   | +00:47,798 |
| 15º  | 16 | Oscar Climent         | T.Climent            | Yamaha       | 20   | +00:53,402 |
| 16º  | 59 | Alex Schacht          | Schacht Racing       | Yamaha       | 20   | +00:53,553 |
| 17º  | 89 | Jaroslav Cerny        | Bily Racing          | Yamaha       | 20   | +00:53,649 |
| 18º  | 99 | Tony Coveña           | Econocom             | Yamaha       | 20   | +00:57,399 |
| 19º  | 77 | Markus Neuvonen       | Yamaha R.T. Finland  | Yamaha       | 20   | +01:07,711 |
| 20º  | 34 | Yves Polzer           | Mrc Austria          | Yamaha       | 20   | +01:20,029 |
| 21º  | 14 | Kervin Bos            | V/D Heyden Yamaha M. | Yamaha       | 20   | +01:20,059 |
| 22º  | 27 | Borja Maestro         | Hune R.T.-Ms         | Yamaha       | 20   | +01:20,297 |
| 23º  | 94 | Marcel Nievwenhwsen   | Schacht Racing       | Yamaha       | 20   | +01:24,230 |
| 24º  | 95 | Carlos Garcia         | MS Racing            | Yamaha       | 20   | +01:25,977 |
| 25º  | 71 | Thomas Berghammer     | Berghammer Racing    | Honda        | 20   | +01:30,164 |
| 26º  | 13 | Baris Tok             | Pacific Team Turkiye | Yamaha       | 19   | +1 giro    |
| 27º  | 86 | Sergio Ortega         | Honda Joe Darcey     | Honda        | 19   | +1 giro    |
| 28º  | 21 | Catalin Cazacu        | Taifun Racing        | Honda        | 19   | +1 giro    |
| 29º  | 36 | Reko Nieminen         | Reko Racing          | Triumph      | 19   | +1 giro    |
| 30º  | 3  | Frederic Zaragoza     | Pro Boost Yamaha     | Yamaha       | 19   | +1 giro    |
| 31º  | 9  | Cosmin Costescu       | Taifun Racing        | Yamaha       | 18   | +2 giri    |

#### Ritirati
| Nº | Pilota              | Squadra              | Motocicletta | Giri |
| -- | ------------------- | -------------------- | ------------ | ---- |
| 72 | Fredrik Karlsen     | V/D Heyden Yamaha M. | Yamaha       | 19   |
| 17 | Russell Gómez       | Gaviota Simbac       | Suzuki       | 11   |
| 33 | Paul Veazey         | Honda Joe Darcey     | Honda        | 9    |
| 76 | Jos van der AA      | Viceversa            | Yamaha       | 9    |
| 55 | Miguel A. Cortes    | Ems-Cortes           | Yamaha       | 7    |
| 20 | Pascota Ionel-Petru | UCM Resita           | Yamaha       | 6    |
| 31 | Lucas Del Valle     | M.Lolo 55            | Honda        | 1    |
| 25 | Robert Mureșan      | MS Team Romania      | Triumph      | 0    |

### Superstock 1000
Fonte:

#### Arrivati al traguardo
| Pos. | Nº | Pilota             | Squadra              | Motocicletta | Giri | Tempo      |
| ---- | -- | ------------------ | -------------------- | ------------ | ---- | ---------- |
| 1º   | 31 | Carmelo Morales    | Siemens Gica.Laglise | Yamaha       | 20   | 30:27,683  |
| 2º   | 76 | Bernat Martínez    | Team Bernat          | Yamaha       | 20   | +00:00,960 |
| 3º   | 3  | Stefano Cruciani   | Stop and Go R.T.     | Ducati       | 20   | +00:10,950 |
| 4º   | 34 | Javier Del Amor    | Siemens Gica.Laglise | Yamaha       | 20   | +00:11,580 |
| 5º   | 51 | Santiago Barragán  | Marca Extremadura J. | Honda        | 20   | +00:11,781 |
| 6º   | 23 | Fabrizio Pellizon  | MC Tenni             | Aprilia      | 20   | +00:23,765 |
| 7º   | 54 | Michal Filla       | IVR Yamaha           | Yamaha       | 20   | +00:29,286 |
| 8º   | 6  | Riccardo Dellaceca | Rosso e Nero         | Yamaha       | 20   | +00:29,666 |
| 9º   | 53 | Alessandro Polita  | TRD Racing           | Aprilia      | 20   | +00:30,469 |
| 10º  | 58 | Tomas Miksovsky    | Bily Racing          | Yamaha       | 20   | +00:32,213 |
| 11º  | 24 | Marko Jerman       | M.Drustvo Depala Vas | Honda        | 20   | +00:37,628 |
| 12º  | 12 | Luis Carreira      | Benimoto Su. Cetelem | Suzuki       | 20   | +00:47,633 |
| 13º  | 56 | Nicklas Cajback    | SKAB Racing          | Honda        | 20   | +01:03,449 |
| 14º  | 10 | Danilo Petrucci    | Piellemoto           | Yamaha       | 20   | +01:04,939 |
| 15º  | 14 | Jose Leite         | Suzuki Cepsa         | Suzuki       | 20   | +01:08,661 |
| 16º  | 88 | Richard Magnusson  | Dark Dog             | Honda        | 20   | +01:13,865 |
| 17º  | 27 | David Juhasz       | BR Organisation      | Kawasaki     | 20   | +01:22,922 |
| 18º  | 55 | Antonio Gil        | Motos Lolo 55        | Yamaha       | 20   | +01:29,750 |
| 19º  | 11 | Christer Andersson |                      | Yamaha       | 19   | +1 giro    |
| 20º  | 99 | Andreas Psichogios | Psichogios Tyres R.T | Honda        | 19   | +1 giro    |
| 21º  | 70 | Juan M. Ruiz       | Pitline - Easyrace   | Suzuki       | 19   | +1 giro    |
| 22º  | 98 | Ole Bjorn Plassen  | Plassen Racing       | Ducati       | 17   | +3 giri    |

#### Ritirati
| Nº | Pilota        | Squadra         | Motocicletta | Giri |
| -- | ------------- | --------------- | ------------ | ---- |
| 91 | Viktor Noss   | IVR Yamaha      | Yamaha       | 4    |
| 19 | Álvaro Molina | Mas - Andalucia | BMW          | 1    |

#### Squalificati
| Nº | Pilota           | Squadra              | Motocicletta | Giri |
| -- | ---------------- | -------------------- | ------------ | ---- |
| 4  | Cédric Tangre    | Yohann Moto Sport    | Suzuki       | 20   |
| 16 | Raymond Schouten | Vd Heyden Motors Ya. | Yamaha       | 20   |
| 46 | Peter Schacken   | Elbe Keukens R.T.    | Yamaha       | 20   |

### Superstock 600

#### Prime cinque posizioni
| Posizione | Pilota           | Motocicletta | Spagna (bandiera) | Paesi Bassi (bandiera) | Italia (bandiera) | San Marino (bandiera) | Regno Unito (bandiera) | Rep. Ceca (bandiera) | Germania (bandiera) | Italia (bandiera) | Francia (bandiera) | Portogallo (bandiera) | Punti |
| --------- | ---------------- | ------------ | ----------------- | ---------------------- | ----------------- | --------------------- | ---------------------- | -------------------- | ------------------- | ----------------- | ------------------ | --------------------- | ----- |
| 1         | Gino Rea         | Honda        | 3                 | 1                      | 7                 | 8                     | 2                      | 6                    | 6                   | 2                 | 2                  | 3                     | 154   |
| 2         | Marco Bussolotti | Yamaha       | 4                 | Rit                    | 4                 | 2                     | 1                      | 7                    | 3                   | 3                 | 3                  | 1                     | 153   |
| 3         | Vincent Lonbois  | Yamaha       | 2                 | Rit                    | 2                 | 3                     | 8                      | 1                    | 1                   | 6                 | 9                  | 2                     | 151   |
| 4         | Danilo Petrucci  | Yamaha       | 1                 | Rit                    | 1                 | 1                     | 9                      | 2                    | 2                   | 4                 | 18                 | 5                     | 146   |
| 5         | Eddi La Marra    | Honda        | Rit               | 5                      | 5                 | 4                     | 12                     | 3                    | 4                   | 1                 | 5                  | Rit                   | 104   |
| Posizione | Pilota           | Motocicletta | Spagna (bandiera) | Paesi Bassi (bandiera) | Italia (bandiera) | San Marino (bandiera) | Regno Unito (bandiera) | Rep. Ceca (bandiera) | Germania (bandiera) | Italia (bandiera) | Francia (bandiera) | Portogallo (bandiera) | Punti |

| Legenda | 1º posto        | 2º posto            | 3º posto            | A punti      | Senza punti        | Grassetto=Pole position Corsivo=Giro più veloce |
| Legenda | Gara non valida | Non qual./Non part. | Ritirato/Non class. | Squalificato | "-" Dato non disp. | Grassetto=Pole position Corsivo=Giro più veloce |